# AM-694
AM-694 – organiczny związek chemiczny, syntetyczny kannabinoid. W Polsce od 2011 roku jest w grupie I-N ustawy o przeciwdziałaniu narkomanii.